# Андервуд (тауншип, Миннесота)
Андервуд (англ. Underwood) — тауншип в округе Редвуд, Миннесота, США. На 2000 год его население составило 215 человек.

## География
По данным Бюро переписи населения США площадь тауншипа составляет 90,6 км², из которых 90,6 км² занимает суша, а 0,1 км² — вода (0,06 %).

## Демография
По данным переписи населения 2000 года здесь находились 215 человек, 73 домохозяйства и 61 семья.  Плотность населения —  2,4 чел./км².  На территории тауншипа расположено 76 построек со средней плотностью 0,8 построек на один квадратный километр. Расовый состав населения: 98,14 % белых, 0,93 % афроамериканцев и 0,93 % коренных американцев.
Из 73 домохозяйств в 43,8 % воспитывались дети до 18 лет, в 72,6 % проживали супружеские пары, в 1,4 % проживали незамужние женщины и в 15,1 % домохозяйств проживали несемейные люди. 9,6 % домохозяйств состояли из одного человека, при том 5,5 % из — одиноких пожилых людей старше 65 лет. Средний размер домохозяйства — 2,95, а семьи — 3,21 человека.
32,6 % населения — младше 18 лет, 9,3 % — в возрасте от 18 до 24 лет, 30,7 % — от 25 до 44, 17,2 % — от 45 до 64, и 10,2 % — старше 65 лет. Средний возраст — 32 года. На каждые 100 женщин приходилось 131,2 мужчин.  На каждые 100 женщин старше 18 приходилось 133,9 мужчин.
Средний годовой доход домохозяйства составлял 47 083 доллара, а средний годовой доход семьи —  49 375 долларов. Средний доход мужчин —  30 417  долларов, в то время как у женщин — 22 679. Доход на душу населения составил 18 794 доллара. За чертой бедности находились _ семей и _ всего населения тауншипа, из которых _ — люди моложе 18 и старше 65 лет.